# プス・ン・ブーツ
プス・ン・ブーツ（Puss n Boots）は、2008年に結成されたニューヨーク州ブルックリン出身のアメリカのオルタナティブ・カントリーバンドで、メンバーはノラ・ジョーンズ、サーシャ・ドブソン、キャサリン・ポッパーの3人である。バンドのフルレングスのデビュー・アルバム『ノー・フールズ、ノー・ファン』は2014年7月15日にブルーノート・レコードからリリースされた。

## 略歴

### 編成
このグループは、ノラ・ジョーンズがサーシャ・ドブソンの助けを借りて、ギターを練習するためにブルックリンの会場で演奏を始めた2008年に結成された。その後、キャサリン・ポッパーが加わり、3人はクリエイティブな活動を展開するために協力し始めた。グループの初期のライブのいくつかは友人たちの前で、自分たちの好きな曲をカヴァーして楽しんでいた。
2014年7月17日に掲載されたボストン・グローブ紙とのインタビューで、ジョーンズは最初のライブについて「ルーズで、友達以外は誰も来ていなかったから、ストレスになることはなかった」と語っている。ドブソンは「私たちはただショーをやっていて、スケジュールに合わせて集まっていただけだった。音楽を演奏しているだけで、何か意図があるわけではなかったの」と付け加えている。 2014年7月のSiriusXMのインタビューでは、バンドの結成について語っている。

「サーシャがプールホールでギターを習うためにギグを予約してくれた……サーシャと私はすでに歌手だったから、それがギターを弾き始めたきっかけだった。キャサリンをここに呼んで一緒に演奏してもらうために、ギターのコードを十分に学んだ……」とノラは言う。「みんなが街にいるときには、みんなで集まって楽しむために、たくさんのギグをやった。そして最終的にはバンドとしての音が出てきて、レコードを作ろうと思った」

グループが結成されて以来、各メンバーはそれまで慣れていなかった新しい楽器に挑戦してきた。ジョーンズとドブソンにとってはギター(ドブソンにとってはドラムも)であり、ポッパーにとってはペダル・スチール・ギターであった。

### アルバム『ノー・フールズ、ノー・ファン』
何年にもわたってニューヨーク市内を中心に時折小規模なライブを行ってきたバンドは、2014年初頭にフルレングス・アルバムを制作することを決定した。 2014年4月21日、ブルーノート・レコードのプレスリリースで、2014年7月15日に『ノー・フールズ、ノー・ファン』というタイトルのデビュー・フル・アルバムをリリースすることが発表された。
アルバムのサポートとして、プス・ン・ブーツは2014年の夏から秋にかけてツアーを行った。クラブへの出演とともに、バンドはクリアウォーター・フェスティバル、グリーン・リバー・フェスティバル、ニューポート・フォーク・フェスティバルを含む数々のフェスティバルに出演した。
 その後、2015年7月のツアーでニール・ヤングのオープニング・アクトを務めた。

## バンドメンバー
(『ノー・フールズ、ノー・ファン』のライナーノーツから)
現在のメンバー
- ノラ・ジョーンズ – ボーカル、エレクトリックギター、フィドル
- サーシャ・ドブソン - ボーカル、ドラム、アコースティック・ギター、ベース
- キャサリン・ポッパー - ボーカル、ベース、アコースティック・ギター

## ディスコグラフィ

### スタジオ・アルバム
- 『ノー・フールズ、ノー・ファン』 - No Fools, No Fun (2014年)
- 『シスター』 - Sister (2020年) [10]

### EP
- 『ディア・サンタ』 - Dear Santa (2019年)